# Фалциту (Сасари)
Фалциту је насеље у Италији у округу Сасари, региону Сардинија.
Према процени из 2011. у насељу је живело 17 становника. Насеље се налази на надморској висини од 324 м.